# Het werd zomer
Het werd zomer is een nummer van de Nederlandse zanger Rob de Nijs. Het nummer werd uitgebracht op zijn vierde studioalbum Tussen zomer en winter uit 1977. In juni van dat jaar werd het nummer uitgebracht als de derde single van het album.

## Achtergrond
Het werd zomer is een cover van het nummer Und es war Sommer van Peter Maffay, dat in 1976 een top 10-hit werd in het Duitse taalgebied. Dit nummer, geschreven door producer Joachim Heider in samenwerking met Christian Heilburg, werd door Joost Nuissl in het Nederlands vertaald en opgenomen door Rob de Nijs. De tekst van het nummer Und es war Sommer is op zijn beurt gebaseerd op het nummer Summer (The First Time) van Bobby Goldsboro uit 1973. Het lied gaat over de eerste seksuele ervaring van een jongen. Saillant detail is dat de jongen slechts 16 jaar oud was, terwijl de vrouw 28 jaar was. Bij live-optredens verandert De Nijs deze regel, "Ik was 16 en jij was 28", voor een humoristisch effect vaak in "Ik was 14 en jij al in de 60".
Het werd zomer werd uitgebracht op single in juni 1977 en werd in Nederland veel gedraaid op Hilversum 3. Het werd een hit in de destijds twee landelijke hitlijsten op de nationale publieke popzender in een ironisch genoeg, verregende zomer. In de Nederlandse Top 40 bereikte de plaat de 10e positie, terwijl in de Nationale Hitparade de 8e positie werd bereikt. In de op Hemelvaartsdag 27 mei 1976 gestarte Europese hitlijst op Hilversum 3, de TROS Europarade, werd de 9e positie bereikt. 
In België bereikte de plaat de 5e positie in de voorloper van de Vlaamse Ultratop 50 en de 7e positie in de Vlaamse Radio 2 Top 30.
In de videoclip van de plaat, speciaal opgenomen voor het popprogramma op televisie  AVRO's Toppop en voor het eerst uitgezonden op zaterdagavond 2 juli 1977, zingt De Nijs de plaat terwijl hij door een bos loopt. De plaat is gecoverd door de Vlaamse groep Boysband, dat een prijs won in de Radio 2 Zomerhit in de categorie "Nederlandstalig lied". Jan Smit zong het nummer als onderdeel van het compilatiealbum Made in Holland uit 2005, waarop Nederlandse artiesten nummers van andere Nederlandse artiesten coverden. Daarnaast werd het gezongen door rapper Hef in een aflevering van de televisieserie Ali B op volle toeren.
Sinds de allereerste editie in december 1999 staat de plaat steevast genoteerd in de jaarlijkse NPO Radio 2 Top 2000 van de Nederlandse publieke radiozender NPO Radio 2, met als hoogste notering tot nu toe een 215e positie in 2001.

## Hitnoteringen

### Nederlandse Top 40
| Hitnotering: 02-07-1977 t/m 20-08-1977 | Hitnotering: 02-07-1977 t/m 20-08-1977 | Hitnotering: 02-07-1977 t/m 20-08-1977 | Hitnotering: 02-07-1977 t/m 20-08-1977 | Hitnotering: 02-07-1977 t/m 20-08-1977 | Hitnotering: 02-07-1977 t/m 20-08-1977 | Hitnotering: 02-07-1977 t/m 20-08-1977 | Hitnotering: 02-07-1977 t/m 20-08-1977 | Hitnotering: 02-07-1977 t/m 20-08-1977 | Hitnotering: 02-07-1977 t/m 20-08-1977 |
| Week                                   | 1                                      | 2                                      | 3                                      | 4                                      | 5                                      | 6                                      | 7                                      | 8                                      |                                        |
| -------------------------------------- | -------------------------------------- | -------------------------------------- | -------------------------------------- | -------------------------------------- | -------------------------------------- | -------------------------------------- | -------------------------------------- | -------------------------------------- | -------------------------------------- |
| Positie                                | 28                                     | 19                                     | 11                                     | 10                                     | 12                                     | 16                                     | 32                                     | 37                                     | uit                                    |

### Nationale Hitparade
| Hitnotering: 02-07-1977 t/m 13-08-1977 | Hitnotering: 02-07-1977 t/m 13-08-1977 | Hitnotering: 02-07-1977 t/m 13-08-1977 | Hitnotering: 02-07-1977 t/m 13-08-1977 | Hitnotering: 02-07-1977 t/m 13-08-1977 | Hitnotering: 02-07-1977 t/m 13-08-1977 | Hitnotering: 02-07-1977 t/m 13-08-1977 | Hitnotering: 02-07-1977 t/m 13-08-1977 | Hitnotering: 02-07-1977 t/m 13-08-1977 |
| Week                                   | 1                                      | 2                                      | 3                                      | 4                                      | 5                                      | 6                                      | 7                                      |                                        |
| -------------------------------------- | -------------------------------------- | -------------------------------------- | -------------------------------------- | -------------------------------------- | -------------------------------------- | -------------------------------------- | -------------------------------------- | -------------------------------------- |
| Positie                                | 25                                     | 16                                     | 10                                     | 8                                      | 12                                     | 16                                     | 26                                     | uit                                    |

### TROS Europarade
Hitnotering: 21-07-1977 t/m 11-08-1977. Hoogste notering: #9 (1 week).

### NPO Radio 2 Top 2000
| Nummer met noteringen in de NPO Radio 2 Top 2000 | '99 | '00 | '01 | '02 | '03 | '04 | '05 | '06 | '07 | '08 | '09 | '10 | '11 | '12 | '13 | '14 | '15 | '16 | '17 | '18  | '19 | '20 | '21 | '22 | '23 | '24 |
| ------------------------------------------------ | --- | --- | --- | --- | --- | --- | --- | --- | --- | --- | --- | --- | --- | --- | --- | --- | --- | --- | --- | ---- | --- | --- | --- | --- | --- | --- |
| Het werd zomer                                   | 401 | 436 | 215 | 376 | 428 | 371 | 324 | 311 | 531 | 365 | 479 | 522 | 567 | 741 | 680 | 690 | 899 | 861 | 804 | 1008 | 766 | 394 | 426 | 514 | 447 | 546 |

1. ↑  Een vetgedrukt getal geeft de hoogste notering aan.

### Evergreen Top 1000
| Evergreen Top 1000 "Het werd zomer" | Evergreen Top 1000 "Het werd zomer" | Evergreen Top 1000 "Het werd zomer" | Evergreen Top 1000 "Het werd zomer" | Evergreen Top 1000 "Het werd zomer" | Evergreen Top 1000 "Het werd zomer" | Evergreen Top 1000 "Het werd zomer" | Evergreen Top 1000 "Het werd zomer" | Evergreen Top 1000 "Het werd zomer" | Evergreen Top 1000 "Het werd zomer" | Evergreen Top 1000 "Het werd zomer" | Evergreen Top 1000 "Het werd zomer" | Evergreen Top 1000 "Het werd zomer" | Evergreen Top 1000 "Het werd zomer" | Evergreen Top 1000 "Het werd zomer" | Evergreen Top 1000 "Het werd zomer" | Evergreen Top 1000 "Het werd zomer" |
| Jaar                                | 2008                                | 2009                                | 2010                                | 2011                                | 2012                                | 2013                                | 2014                                | 2015                                | 2016                                | 2017                                | 2018                                | 2019                                | 2020                                | 2021                                | 2022                                | 2023                                |
| ----------------------------------- | ----------------------------------- | ----------------------------------- | ----------------------------------- | ----------------------------------- | ----------------------------------- | ----------------------------------- | ----------------------------------- | ----------------------------------- | ----------------------------------- | ----------------------------------- | ----------------------------------- | ----------------------------------- | ----------------------------------- | ----------------------------------- | ----------------------------------- | ----------------------------------- |
| Positie                             | 98                                  | 170                                 | 291                                 | 289                                 | 287                                 | 598                                 | 994                                 | 148                                 | 132                                 | 145                                 | 147                                 | 106                                 | 60                                  | 76                                  | 63                                  | 30                                  |